# Суданска фунта
Суданска фунта (арап. جنيه سوداني) је званична валута која се користи као платежно средство у Судану. Састоји се од 100 кирша. Званична институција која штампа новац је Банка Судана. Новац се издаје у износима од 1, 5 10, 20 и 50 фунти (папир) и кирша (кованице). Званична међународна скраћеница је SDG. Валута је коришћена од 1956. до 1992. године, када ју је заменио судански динар, да би поново била враћена у оптицај 2007. године.

## Галерија
- Новчаница од 25 пјастреса (аверс)
- Новчаница од 25 пјастреса (реверс)
- Кованице у оптицају